# Othmar Luczensky
Othmar Johann Maria Luczensky (* 30. April 1926; † 12. März 2006) war ein österreichischer Manager und Fußballfunktionär. Von 1972 bis Ende des Jahres 1986 – wenige Jahre vor deren Privatisierung – war  er Generaldirektor der Ersten Donau-Dampfschiffahrts-Gesellschaft (DDSG). Von 1977 bis 1990 bekleidete er das Amt des Präsidenten des Wiener Fußball-Verbandes (WFV), dessen Ehrenpräsident er später wurde.

## Leben und Wirken
Othmar Luczensky wurde am 30. April 1926 als Sohn des damaligen Magazinsmeisters und späteren Beamten der Österreichischen Bundesbahnen Othmar Franz Luczensky (* 3. Oktober 1887 in Wien; † 7. März 1962 ebenda) und dessen Ehefrau Amalia (geborene Engelmann; * 8. Februar 1901 in Groß-Enzersdorf; † 10. August 1975 in Wien) geboren. Seine Eltern hatten am 30. Mai 1925 geheiratet. Die Großeltern väterlicherseits stammten aus Mähren; der Familienname lautete ursprünglich Luczenský und wurde später leicht eingedeutscht.
Im Zweiten Weltkrieg musste der noch junge Othmar Luczensky seinen Kriegsdienst ableisten und geriet dabei in französische Kriegsgefangenschaft. Nach seiner Heimkehr schloss er an der Hochschule für Welthandel seine Studien als Diplomvolkswirt ab, war in der Zeit des Vorsitzes von Fritz Marsch im Verbandsvorstand des Verbands Sozialistischer Studenten aktiv und wurde in der Fachgewerkschaft Handel, Transport und Verkehr sowie in der Bundeskammer für Arbeiter und Angestellte (BAK) tätig. Durch seine Tätigkeit in der Gewerkschaft und der BAK kam Luczensky mit zahlreichen bedeutenden Persönlichkeiten des damaligen öffentlichen Lebens zusammen, wodurch sich auch Kontakte zur Ersten Donau-Dampfschiffahrts-Gesellschaft (DDSG), deren Personalvertretung und Geschäftsführung. Dadurch konnte Luczensky im Laufe der Jahre einen umfangreichen Einblick in das Unternehmen und seine traditionsgeprägten Eigenheiten sowie die bestehenden Probleme zu verstehen.

### Karriere bei der Ersten Donau-Dampfschiffahrts-Gesellschaft
Besonders in den späten 1960er Jahren waren die Herausforderungen zahlreich. Aufgrund verschiedener Faktoren, unter anderem der Dumpingpolitik des COMECON, hatte sich die finanzielle Lage der Gesellschaft dramatisch verschlechtert. Die Republik Österreich als Eigentümer sah sich daher zum Handeln gezwungen. Zunächst wurde ein Beratungsunternehmen mit einer umfassenden Analyse des Unternehmens beauftragt. Auf Grundlage dieser Ergebnisse setzte man eine Kommission aus Ministerialbeamten ein, die Vorschläge zur weiteren Vorgehensweise erarbeiten sollte. Luczensky wurde in diesen Prozess eingebunden und erreichte, dass die ursprünglichen negativen Schlussfolgerungen der Beamten durch eine erweiterte Kommission überarbeitet und im Bundesgesetz zur Sanierung der DDSG vom 29. Mai 1973 zugunsten des Unternehmens geändert wurden. Dadurch konnte die Bilanz saniert, Schulden entweder gestrichen oder vom Eigentümer übernommen werden.
Zudem wurde ein Fünfjahresplan zur Modernisierung der Flotte und zur Umstellung auf effizientere Traktionsmethoden aufgestellt. Das Gesetz sicherte nicht nur die Fortführung der DDSG, sondern legte auch den Grundstein für ihre zukünftige Entwicklung. Die Realisierung des Projekts war vor allem Luczensky zu verdanken, der 1972 in den Vorstand berufen wurde. Gemeinsam mit seinem Vorstandskollegen Hans-Georg Wurmböck (1935–2015) setzte Luczensky den mit 350 Millionen Schilling dotierten Fünfjahresplan konsequent um. Im Rahmen dieses Plans wurden acht große Motorgüterschiffe – zu ihrer Zeit die größten auf der Donau – sowie zwei Schubschiffe und zwölf Schubleichter in die Flotte aufgenommen. Zudem wurden vier Güterkähne motorisiert und sechs bestehende Motorgüterschiffe für den Schubbetrieb umgebaut. Die DDSG verfügte damit über eine der modernsten Donauflotten. Die Effizienz der Flotte wurde durch die Einführung eines Leistungslohnsystems im Schiffsdienst weiter gesteigert, was zudem die großen Personalschwankungen in diesem Bereich beendete. Eine weitere bedeutende Entscheidung war die Konzentration aller Wiener Dienststellen in einem neuen Gebäude am Praterkai, in unmittelbarer Nähe zur im Bau befindlichen U-Bahn.
Dies markierte den Beginn der Planung für das im Oktober 1981 eröffnete Schifffahrtszentrum Wien. Gleichzeitig wurde der personalintensive und unrentable Eigenumschlag in Wien eingestellt, was die Neugestaltung des gesamten Uferbereichs zur Folge hatte. Wenige Jahre nach der Verabschiedung des Sanierungsgesetzes hatte sich die DDSG zu einem modernen Unternehmen entwickelt. Unter Luczenskys Amtszeit als Generaldirektor fiel unter anderem auch das 150. Jubiläum der Gesellschaft, die zu dieser Zeit im In- und Ausland noch große Anerkennung genoss, im Jahr 1979. Zu diesem Anlass fanden landesweit zahlreiche Veranstaltungen statt. Der Höhepunkt war ein Festakt am 25. April 1979, bei dem das neue Wiener Ausflugsschiff Vindobona getauft und in Dienst gestellt wurde und Bundespräsident Rudolf Kirchschläger den Grundstein für das Schifffahrtszentrum legte. Zudem fand eine der größten Schiffsparaden auf der Donau statt. In einem acht Kilometer langen Zug defilierten 31 Einheiten aus allen Donaustaaten vor den auf dem DDSG-Flaggschiff Theodor Körner eingeschifften Ehrengästen.
In den frühen 1980er Jahren schien die DDSG trotz wirtschaftlicher Schwierigkeiten zuversichtlich in die Zukunft blicken zu können. Politische Überlegungen zur Versorgungssicherheit und Neutralität hatten zunächst Vorrang gegenüber rein wirtschaftlichen Aspekten. Trotz schwacher Bilanz schätzte der Eigentümer die strategische Bedeutung der Binnenschifffahrt höher ein als wirtschaftliche Kennzahlen – eine Haltung, die auch vom Nationalrat einstimmig mitgetragen wurde. Ein letzter Höhepunkt der noch weitestgehend erfolgreichen Perioden der DDSG war 1981 die Eröffnung des Schifffahrtszentrums Wien, das von Bundespräsident Kirchschläger als überaus bedeutend für Österreich bezeichnet wurde. Doch die wirtschaftliche Lage des Unternehmens verschlechterte sich zunehmend, was mehrere Gründe hatte. Trotz großer Anstrengungen und Beförderungsrekorden gelang es nicht, die Kostenentwicklung den verfallenden Frachtraten anzupassen. Der wachsende Druck auf die verstaatlichte Industrie und der politische Kurswechsel hin zur Privatisierung trafen auch die DDSG. Interne Spannungen und eine umstrittene Entscheidung zur Beschaffung eines neuen Schiffes, der Mozart, führten zu weiteren erheblichen Belastungen. Generaldirektor Othmar Luczensky war persönlich stark von diesen Entwicklungen betroffen. Sein vorzeitiger Rückzug aus der Geschäftsführung, offiziell aus gesundheitlichen Gründen, ist auch im Kontext dieser innerbetrieblichen Konflikte zu sehen. Die Handlungsspielräume des Vorstands – insbesondere des Generaldirektors – waren in dieser Phase durch Vorgaben und Entscheidungen der Eigentümervertreter deutlich eingeschränkt.
Ende 1986 schied Othmar Luczensky nach 14 Jahren aus dem Vorstand der DDSG aus und wurde zum Abschied mit dem Berufstitel Kommerzialrat geehrt. Die Zeit nach seiner offiziellen Pensionierung war vom schrittweisen Niedergang der DDSG, deren Ende er noch miterlebte, geprägt. Am 31. Dezember 2004 wurde das traditionsreiche Unternehmen nach fast 175 Jahren endgültig gelöscht, nachdem es bereits in den frühen 1990er Jahre im Zuge der Privatisierung zerschlagen wurde. Neben aber auch nach seiner Berufstätigkeit verfasste Luczensky immer wieder auch Artikel über die DDSG bzw. generell zum Thema Schifffahrt.

### Karriere beim ÖFB
Im Jahr 1977 übernahm Luczensky die Nachfolge von Wilhelm Alexa, der nur kurzzeitig als Präsident in Erscheinung getreten war, im Vorstand des Wiener Fußball-Verbands. In die Amtszeit Luczenskys fielen unter anderem die kurzzeitige Aussetzung der Ost, die seit der Saison 1974/75 eine der dritthöchsten Spielklassen des Landes bildete. Von 1980/81 bis 1984/85 wurde die Regionalliga Ost nicht ausgespielt und erst wieder ab der Spielzeit 1985/86 – unter anderem nach Druck aus Niederösterreich und dem Burgenland auf den WFV-Präsidenten – ausgetragen. Bei der Fußball-Weltmeisterschaft 1982 fungierte der Wiener Verbandschef als Delegationsleiter des Österreichischen Fußballnationalmannschaft. Im Jahr 1990 legte er sein Amt als Präsident des WFV nieder, nachdem er dieses rund 13 Jahre lang ausgeübt hatte – mitunter eine der längsten Amtszeiten in der Geschichte des Fußballverbandes. In den Jahren nach seiner Präsidentschaft beim WFV wurde er zu dessen Ehrenpräsident ernannt. Vom damaligen Sportstadtrat Michael Häupl wurde ihm am 18. Oktober 1991 das Silberne Ehrenzeichen für Verdienste um das Land Wien verliehen.

### Tod
Am 12. März 2006 starb der ehemalige Generaldirektor der DDSG und Präsident des WFV kurz vor Vollendung seines 80. Lebensjahres. Er wurde am 30. März 2006 im Familiengrab auf dem Wiener Zentralfriedhof (Gruppe 76A, Reihe 4, Nummer 34) beerdigt. 1962 bzw. 1975 waren hier bereits seine Eltern bestattet worden.